# Sfântu Gheorghe (Tulcea)
Sfântu Gheorghe je mali gradić u županiji Tulcea, u Rumunjskoj. On se nalazi na obali Crnog mora (u Dobrudži) te ima oko 1000 stanovnika. Mještani se uglavnom bave ribolovom. Sfântu Gheorghe je domaćin međunarodnog filmskog festivala Anonimul.